# Josef Miller (Architekt)
Franz Josef Miller, auch Franz Joseph Miller (* im 19. Jahrhundert; † im 20. Jahrhundert) war ein deutscher Architekt.

## Leben
Franz Josef (oder Joseph) Miller bestand 1881 die erste Staatsprüfung im Baufach und wurde 1884 zum Regierungsbauführer (Bezeichnung für einen Referendar in der öffentlichen Bauverwaltung) ernannt. Die dabei verwendete Benennung als „Franz Josef Miller von Friedrichshafen“ könnte auf den Geburtsort verweisen, stellt aber keinen eindeutigen Beleg dar.
Jedenfalls war Miller später in Friedrichshafen ansässig und baute dort unter anderem die Villa Riß und die Villa Jehle. Peter Renz bezeichnete ihn im Zusammenhang mit diesen in den 1890er Jahren errichteten Arztwohnhäusern als „Hofwerkmeister“ und nannte ihn den „hiesigen Stararchitekten“. Ein weiteres Bauwerk Josef Millers in Friedrichshafen ist die 1904 oder 1907/1908 errichtete neogotische Villa Miller, Zeppelinstraße 9, die mittlerweile unter Denkmalschutz steht. Sie wurde von Miller selbst bewohnt.
Josef Miller heiratete Anna Angele. 1889 wurde die gemeinsame Tochter Anna geboren, die 1913 Karl Gehlen heiratete.
Die Villa Miller wurde 2004 zum Verkauf angeboten. Das Anwesen befand sich damals in städtischem Besitz und stand leer. Ein Umbau unter denkmalpflegerischen Auflagen war der Stadt Friedrichshafen zu teuer; Kritiker bezeichneten den Verkauf des einstigen Wohnsitzes Millers, dessen Verkehrswert damals mit 570.000 Euro beziffert wurde, allerdings als das Verscherbeln von „Tafelsilber“.